# Istaby
Istaby is een plaats in de gemeente Sölvesborg in het landschap Blekinge en de provincie Blekinge län in Zweden. De plaats heeft 74 inwoners (2005) en een oppervlakte van 10 hectare.